# Mörskom
Mörskom (finsk: Myrskylä, svensk Mörskom) er en kommune i den østlige del af Nylands landskab i Finland. Kommunen har cirka 1 816 indbyggere, og et areal på 206,35 km². Mörskom ligger cirka 90 km nordøst for Helsingfors, 40 km nordøst for Borgå og 40 km nordvest for Lovisa by. Mörskom kommune blev grundlagt i 1636. Kommunen grænser til Askola, Buckila, Orimattila, Lappträsk og Lovisa by.
Mörskom kommuns sproglige status er tosproget, hvor finsk er majoritetssproget og svensk er minoritetssproget. Dog var svensk kommunens majoritetssprog indtil slutningen af 1800-tallet.